# 비트코인
비트코인(영어: bitcoin, BTC)은 블록체인 기술을 기반으로 만들어진 온라인 암호화폐이다. 비트코인의 화폐 단위는 BTC로 표시한다. 2008년 10월 사토시 나카모토라는 가명을 쓰는 프로그래머가 개발하여, 2009년 1월 프로그램 소스를 배포했다. 중앙은행이 없이 세계적 범위에서 P2P 방식으로 개인들 간에 자유롭게 송금 등의 금융 거래를 할 수 있게 설계되어 있다. 또 중앙은행을 거치지 않아 수수료 부담이 적다. 거래 장부는 블록체인 기술을 바탕으로 세계적인 범위에서 여러 사용자들의 서버에 분산하여 저장하기 때문에 해킹이 불가능하다. SHA-256 기반의 암호 해시 함수를 사용한다.
2009년 비트코인의 소스 코드가 공개되었고, 이더리움, 이더리움 클래식, 리플, 라이트코인, 에이코인, 대시, 모네로, 제트캐시, 퀀텀 등 다양한 알트코인들이 생겨났다. 알트코인은 비트코인 이후에 등장한 암호화폐를 의미하며, 비트코인은 여러 알트코인들 사이에서 일종의 기축 통화 역할을 하고 있다.

## 가치
값은 2021년 5월 기준으로 약 5,080만 원을 넘었으나 현재 계속 하락하여 3천만 원 후반~ 4천만 원 초반을 기록하고 있다. 2021년 10월 기준으로 약 7500만 원을 기록하고 있다.
2024년 12월 기준으로 약 1억 3300만 원을 기록하고 있다. 2025년 4월 기준으로 약 1억 2300만 원을 기록하고 있다. 2025년 5월 기준으로 약 1억 5000만원을 넘어섰다.

## 개요

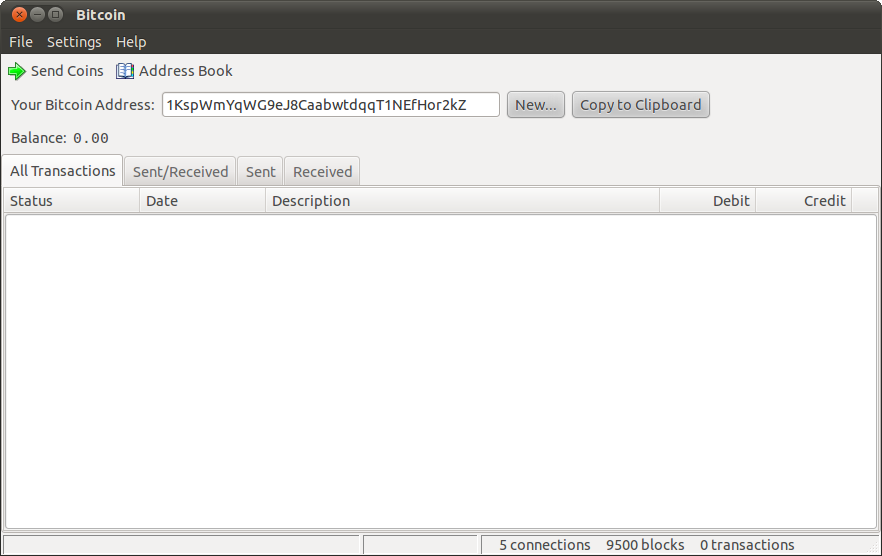
우분투에서 비트코인 클라이언트를 실행한 화면

비트코인은 2009년 사토시 나카모토가 만든 가상화폐로, 통화를 발행하고 관리하는 중앙 장치가 존재하지 않는 구조를 가지고 있다. 대신, 비트코인의 거래는 P2P 기반 분산 데이터베이스에 의해 이루어지며, 공개 키 암호 방식 기반으로 거래를 수행한다. 비트코인은 공개성을 가지고 있다. 비트코인은 지갑 파일의 형태로 저장되며, 이 지갑에는 각각의 고유 주소가 부여되며, 그 주소를 기반으로 비트코인의 거래가 이루어진다. 비트코인은 1998년 웨이따이가 사이버펑크 메일링 리스트에 올린 암호통화(cryptocurrency)란 구상을 최초로 구현한 것 중의 하나이다.
비트코인은 공개 키 암호 방식을 이용해 공개된 계정 간에 거래를 한다. 모든 거래는 비공개적이나 거래의 기록은 남으며, 분산 데이터베이스에 저장된다. 분산된 시간 서버로 일련의 작업 증명(proof-of-work)을 하여 중복 지출(double-spending)을 방지한다. 거래 기록은 모두 데이터베이스에 저장되어야 한다. 저장소 크기를 줄이기 위해 머클 트리(Merkle tree)가 사용된다.

## 기술

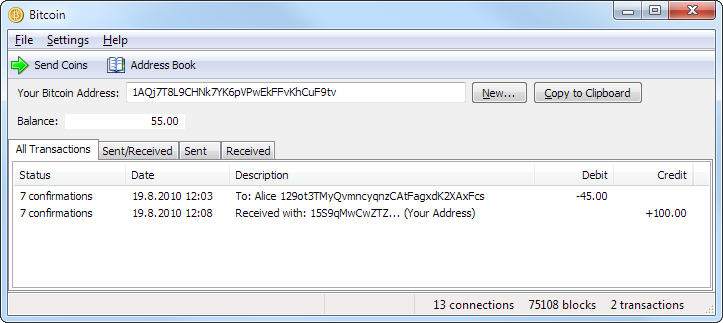
윈도 7에서 실행 중인 비트코인 소프트웨어

비트코인은 웨이따이의 비-머니(b-money) 제안과 닉 재보(Nick Szabo)의 비트골드(Bitgold) 제안을 P2P로 구현한 것이다. 체계의 원리는 사토시 나카모토의 2008년 비트코인 백서에 나와 있다.

### 주소
비트코인 네트워크에 참여하는 사람은 모두 임의의 암호화 키 한 쌍을 담고 있는 지갑을 갖게 된다. 공개 키는 비트코인 주소와 마찬가지인데 모든 지급의 발신자와 수신자 종단점으로 작동한다. 공개 키의 짝이 되는 비밀 키는 소유자만이 지급할 수 있도록 허가하는 데 사용된다. 비트코인 주소에는 소유자에 대한 정보가 포함되지 않아서 익명성을 갖고 있다. 주소는 사람이 읽을 수 있게 표기될 경우 33글자 정도 된다. 비트코인 사용자는 여러 주소를 보유할 수 있고 새로운 주소를 제한 없이 생성할 수 있다. 어떤 네트워크 노드와도 접촉할 필요 없이 새로운 공개 키와 암호 키 쌍을 간단히 생성하면 새로운 주소를 즉시 만들 수 있기 때문이다. 쉽게 주소를 무한대로 생성해 바꿔 사용한다면 익명성이 보장될 수 있다.

### 거래
비트코인에는 현재 소유자의 공개 키(주소)가 포함되어 있다. 사용자 갑이 사용자 을에게 무언가를 전송할 경우를 보자. 갑은 을의 공개 키(주소)를 비트코인에 추가하고 갑이 소유한 개인 키로 서명한다. 그 다음 갑은 이 비트코인을 적절한 메시지의 거래 내역으로 P2P 네트워크에 방송한다. 나머지 네트워크 노드들은 암호화된 서명과 거래량을 허가하기 전에 입증한다.

### OTC 장외 거래 (흔히 P2P 거래라고도 함)
비트코인 거래를 익명으로 하길 원하고 은행과 얽히기도 원치 않으며 대도시에 거주하고 있다면 가까운 지역에 거주하는 비트코인 판매자와 직접 거래하는 것이 비트코인 구매를 위한 가장 손쉬운 방법이 될 수 있다. 이와 관련된 수많은 웹사이트들 중에서 로컬 비트코인은 그러한 대면 방식의 거래를 가능케 하는 가장 인기 높은 플랫폼으로서, 여기서는 거래 쌍방을 보호하기 위해 에스크로 서비스까지 제공한다.
비트코인이 막 나왔을 당시에 그러한 거래 방식은 판매자의 집에서 이뤄지곤 했다. 하지만 오늘날에는 BTC의 인기가 점점 더 높아짐에 따라 사기꾼들을 만날 가능성에 대비해서 큰 액수의 현금을 들고 다니면 생길 수 있는 문제에 대비해 모든 종류의 사전 안전 수단을 다 동원한다. 이에 더해 구매자는 입금 확인을 위해 자신의 지갑을 접속할 수 있어야 하므로 스마트폰이나 노트북 컴퓨터를 갖고 다니고 인터넷 연결도 반드시 있어야 함을 잊지 말아야 한다.
한편 일대일 만남을 꺼리는 이들은 지역에서 때때로 열리는 비트코인 미팅을 찾아보는 것도 좋은 방법이다. 이런 미팅을 통해 그룹 환경에서 암호화폐를 구매하고, 그런 과정에서 다른 사람들로부터 비트코인에 대한 지식을 얻어 듣는 이점도 있다. 이러한 미팅에서 얻을 수 있는 정보는 meetup.com이나 이와 유사한 웹사이트에서도 구할 수 있다.
물론 거래하기 위해 판매자와 직접 만나야 할 필요는 없다. 어떤 판매자는 인터넷 상에서 거래하는 것을 전혀 개의치 않을 수도 있지만, 그럴 경우 구매자 입장에서는 사기를 당하지 않도록 상당한 주의를 기울일 필요가 있다. 따라서 상품이 도달하지 않을 경우 환급을 보장해주는 페이팔 같은 서비스를 통해 거래하는 것도 한 가지 방법인데, 어떤 판매자는 비트코인의 높은 가격 변동성으로 인해 현금 판매를 선호하기도 한다.
판매자에 따라서는 프라이버시와 편리함의 대가로서 원래 가격 외에도 5 ~ 10% 정도의 수수료를 더 지급해야 할 수도 있다. 또 어떤 판매자는 만남을 갖기 전에 전체 가격을 협상하려는 경우도 있고, 또 다른 판매자는 거래 시점의 정확한 BTC 가격으로만 거래하려 하기도 하는데, 이는 비트코인 가격이 극적으로 변화할 경우에 이루어져야 한다.
최근 비트코인 개인 거래를 하는 경우가 있는데, 이러한 거래를 OTC 장외 거래라고 하는데 서울에 한 곳, 부산에 한 곳이 있다. 센텀에 위치한 빗썸의 오프라인 매장은 문을 닫았고, 부산 해운대구에 위치한 Wave Tech에서는 1회 거래가 10만원, 미화 100달러 미만으로만 소액 거래가 되므로 큰 금액은 여러 번 나누어 거래해야만 하는 불편함이 있다.

### 블록체인

기본 체인(검은색)은 시작 블록(녹색)부터 현재 블록까지 가장 긴 나열로 이루어진다. 고아 블록은(회색) 기본 체인 바깥에 존재한다.

다른 노드로 방송(broadcast)된 거래 내역들은 어떤 것이라도 즉시 공식적이지 않다. 블록 체인(block chain)이라고 불리는 거래 내역이 있는데, 이것은 알려진 모든 거래 내역의 목록을 수집해 보관하는 것이다. 블록 체인에서 6회 이상 인정되어야 공식적인 거래가 된다.
각각의 생성용 노드들은 인정되지 않은 거래 내역을 전해 듣고 후보 블록에 수집한다. 후보 블록은 다른 것과 함께 있는 파일이고 이미 알려져 있는 바로 이전의 유효 블록(valid-block)의 암호화 해시를 포함하고 있다. 생성용 노드들은 난이도에 따라 정해진 목표값 이하의 암호화 해시를 생성하기 위해 시행 착오를 반복한다. 노드가 그 해답을 찾으면, 노드는 네트워크의 나머지 노드에게 알린다. 새로 해결된 블록(solved-block)을 받은 노드들은 그것을 허가하기 전에 인증하고 체인에 추가한다.
결국, 블록체인은 생성자의 주소부터 현재 소유자의 주소까지 모든 암호화 기록을 갖게 된다. 그래서 사용자가 이미 사용한 돈을 재사용하려고 하면, 네트워크가 거래를 거부할 수 있는 것이다.

### 비트코인 생성
비트코인 네트워크는 “코인 생성” 옵션을 선택한 소프트웨어를 구동하는 누군가에게, 구체적으로는 블록을 생성해 내는 데 성공한 누군가에게 한 묶음의 새로운 비트코인을 시간당 6번 정도씩 생성해 배분할 수 있도록 되어 있다. 그 소프트웨어나 같은 역할을 하는 사용자가 직접 만든 특수한 프로그램을 구동하는 사람은 누구나 비트코인 묶음을 받을 가능성이 있다. 비트코인을 생성하는 것은 금광 채굴에 빗대어 “채굴”이라고 불리기도 한다. 사용자가 코인 묶음을 받을 수 있는 확률은 정해진 목표값 이하의 해시를 만들어낼 수 있는 확률과 같으며, 비트코인이 묶음당 생성되는 채굴량은 50 BTC를 넘지 않는다. 그리고 채굴량 변동은 매 21만 블록이 생성될 때마다 1/2으로 줄어들게 프로그램되어, 전부 2100만 비트코인을 넘지 않게 된다. 이 지급금이 줄어들면, 사용자들은 블록을 생성하는 노드를 구동하는 것보다는 거래 수수료를 벌도록 유도된다.
네트워크의 생성용 노드들은 전부 그들의 후보 블록을 만들기 위한 암호화 문제를 찾아내기 위해 경쟁한다. 이 문제를 풀려면 반복적인 시행착오가 필요하다. 노드가 정답을 찾으면 네트워크의 나머지 노드에게 그것을 알리고 새로운 비트코인 묶음을 요구한다. 새로 해결된 블록(solved-block)을 받은 노드들은 그것을 허가하기 전에 인증하고 체인에 추가한다. 노드에는 표준 클라이언트를 사용하거나 GPU 가속을 이용하는 다른 소프트웨어가 사용될 수 있다. 사용자들은 집단으로 비트코인을 생성할 수도 있다.

### 거래 수수료
노드는 자신이 생성하는 블록에 다른 이들의 거래 내역을 포함할 의무가 없기 때문에, 비트코인 송신자는 거래 수수료를 자발적으로 지급함으로써 거래 속도를 높이고 사용자들이 노드를 운영하려는 유인을 제공한다. 특히 비트코인을 생성하기가 어려워질수록, 시간이 감에 따라 블록 분량마다의 보상이 줄어든다. 노드들이 받는 보상은 후보 블록에 포함된 모든 거래 내역과 관련된 거래 수수료이다.

### 총 발행량
2009년 만들어진 비트코인은 총 발행 수량 2100만 개가 한계이다. 그 이상은 발행될 수 없다. 2017년 6월 기준으로 대략 1,650만 개의 비트코인이 발행되었다. 전문가들은 비트코인이 전부 발행되는 시점을 2150년 즈음으로 예상하고 있다. (출처 : 블록 체인 혁명(돈 탭스콧의 책)) 그러나 다른 유사한 암호통화가 비트코인을 시작으로 해서 다수 등장해 있기 때문에, 라이트코인 등 대체 암호통화를 사용하거나, 아니면 더 작은 단위로 쪼개 쓰면 된다. 비트코인은 소수점 8자리까지 나눌 수 있게 설계됐다. 비트코인의 가장 작은 단위는 창안자인 사토시 나카모토를 기념하기 위해 ‘사토시’라는 단위로 불린다.

## 경제학
비트코인 경제는 여전히 기존의 경제에 비해 상대적으로 작고 소프트웨어도 베타 단계다. 하지만 중고차나 프리랜스 소프트웨어 개발 계약 같은 진짜 재화나 서비스도 현재 거래되고 있다. 비트코인은 온라인 서비스와 만질 수 있는 상품으로 받아들여지는 것이다. 미국의 전자프론티어재단과 싱귤라리티 대학에서도 비트코인 기부금을 받고 있다. 거래 사이트에서는 미국 달러와 러시아 루블, 일본 엔화 같은 일반적인 통화와의 환전도 가능하다. 누구나 블록체인을 볼 수 있고 거래를 실시간으로 관찰할 수 있다. 이걸 관찰할 수 있는 다양한 서비스가 있다.

### 화폐적 차이
제도권의 명목화폐와는 달리, 비트코인은 분산 처리되는 성질을 가지고 있으므로 중앙 은행이 불안정을 유발하는 것 같이 특정 관리자가 조작할 수 없다. 비트코인의 소프트웨어는 제한된 선에서 인플레이션을 유발하도록 프로그래밍되어 있지만, 이것은 예측 가능하고 모든 당사자에게 미리 공개되어 있다. 따라서 인플레이션 또한 일반적 사용자들이 가치를 재분배하는 데 영향을 줄 수 있도록 중앙이 통제할 수 없다.
노드 간 거래는 중간에 금융 절차가 없기 때문에 환불이 불가능하다. 비트코인 클라이언트는 네트워크 상에서 지급 사실을 전파하는 노드들에게 거래 내역을 퍼뜨린다. 오류가 있거나 규칙에서 벗어난 거래는 정직한 클라이언트에 의해 거부된다. 거래는 대부분 무료지만 거래를 위한 연산을 빠르게 해주는 다른 노드들에게 수수료를 지급할 수 있다.
궁극적으로 비트코인의 총량은 2100만이 될것이다. 코인 공급량은 매 4년마다 기하급수적으로 감소한다. 2013년에는 총량의 절반이 생성되고 2017년에는 1/4이 생성된다. 공급량이 그 목표에 다다르면 생산량이 없어지므로 가격 디플레이션(가치는 상승)을 경험하기 시작하게 될 것이다. 그렇지만 비트코인은 소수점 8자리(모두 2.1 x 1015 단위)까지 분할될 수 있으므로 디플레이션 상황에서 가격이 하향 조정되는 데 필요한 실질적 제약을 없앴다. 비트코인이 모두 생산된 이후에는 거래를 위한 블록을 생성하는 데 연산 능력을 사용하는 것이 아니라, 거래 관련 연산 수수료를 경쟁적으로 모으도록 유도하게 될 것이다.

### 결과
비트코인을 안전 자산으로 보는 주장은 비트코인의 고유한 특성에 기반합니다. 먼저, 비트코인은 총 공급량이 2100만 개로 한정되어 있어 인플레이션에 대한 헤지 수단으로 여겨지며, 탈중앙화된 구조로 인해 특정 정부나 금융 기관의 통제에서 벗어나 글로벌 경제 불확실성 속에서 가치 저장소 역할을 할 수 있습니다. 또한, "디지털 금"으로 인식되며 가치 저장 수단으로 자리 잡아가고 있고, 국경을 초월한 글로벌 자산으로 특정 국가 경제에 의존하지 않기 때문에 다양한 리스크에 대한 보호 수단으로 활용되고 있습니다. 최근 기관 투자자들의 채택과 미국의 비트코인 ETF 출시로 비트코인은 점차 안전 자산으로 신뢰받고 있으며, 이러한 특성들이 비트코인의 가치와 안전 자산으로서의 역할을 부각시키고 있습니다.
1. ↑  2021년 9월 7일 BBC 코리아
2. ↑  2022년 4월 27일 한겨레
3. ↑  Bitcoin Bits Converter
4. ↑  개발자로 알려진 나카모토 사토시를 기념하여 붙여진 명칭이다.
5. ↑  Magazine, Bitcoin (2017년 5월 2일). “What Is an Altcoin?”. 《Bitcoin Magazine》 (미국 영어). 2025년 2월 26일에 확인함.
6. ↑  “보관된 사본”. 2021년 6월 16일에 원본 문서에서 보존된 문서. 2021년 5월 8일에 확인함.
7. ↑  S., L. (2015년 11월 2일). [www.economist.com/blogs/economist-explains/2015/11/economist-explains-1 “Who is Satoshi Nakamoto?”] |url= 값 확인 필요 (도움말). 《The Economist》 (The Economist Newspaper Limited). 2016년 9월 23일에 확인함.
8. ↑  “보관된 사본”. 2012년 8월 25일에 원본 문서에서 보존된 문서. 2011년 3월 23일에 확인함.
9. ↑  “비트코인이 뭐길래...가상통화의 힘?!”. 2013년 11월 19일. 2025년 2월 26일에 확인함.
10. ↑  유병철. “한낱 가상화폐? 실제 화폐로 환전되는 '비트코인'”. 2025년 2월 26일에 확인함.
11. ↑  Nathan Willis, lwn (2010년 11월 10일). “Bitcoin: Virtual money created by CPU cycles”. 《LWN.net》.
12. ↑  류수근. “[데스크 칼럼] 비트코인에서 배우는 혁신의 조건”. 2025년 2월 26일에 확인함.
13. ↑  “Transaction - Bitcoin Wiki”. 2025년 2월 26일에 확인함.
14. ↑  “Bitcoin Wiki: Block Hashing Algorithm”.
15. ↑  “Bitcoin Wiki: Difficulty”.
16. ↑  “Bitcoin Block Explorer”.
17. ↑  DiabloMiner, OpenCL miner for BitCoin
18. ↑  poclbm, Python OpenCL bitcoin miner
19. ↑  “Braiins | Bitcoin mining ecosystem”. 2025년 2월 26일에 확인함.
20. ↑  “[SPECIAL REPORT] 순수 화폐의 꿈, 비트코인! 통화량 자동 조절… P2P 모델로 수수료 ‘0’”. 2025년 2월 26일에 확인함.
21. ↑  “Bitcoin Trade”. Bitcoin.org. 2010년 12월 22일에 확인함.
22. ↑  “Other Ways to Give” (영어). 2019년 5월 8일. 2025년 2월 26일에 확인함.
23. ↑  “SIAI donation page”. 2011년 3월 17일에 원본 문서에서 보존된 문서. 2011년 3월 23일에 확인함.
24. ↑  “Bitcoin Charts”. 2011년 6월 4일에 원본 문서에서 보존된 문서. 2011년 3월 23일에 확인함.
25. ↑  Thomas, Keir (2010년 10월 10일). “Could the Wikileaks Scandal Lead to New Virtual Currency?”. 《PC World》. 2012년 9월 4일에 원본 문서에서 보존된 문서. 2010년 10월 10일에 확인함.
26. ↑  bitcoinwatch.com
27. ↑  “Bitcoin Monitor”. 2025년 2월 26일에 확인함.
28. ↑  “비트코인 - 오픈소스 P2P 화폐”. 2025년 2월 26일에 확인함.

## 비트코인 투기
비트코인의 투기 방법은 크게 두 가지다. 거래소마다 환율이 다르기 때문에, 환율이 낮은 곳에서 싸게 비트코인을 많이 산 다음, 그 비트코인을 환율이 높은 거래소로 이동시킨다. 그리고 달러화로 환전하여 환차익 수익을 낸다. 거래소마다 환율이 20% 정도 격차가 나는 경우도 있어서, 환차익이 기존 외환 시장에서보다 매우 크다.
다른 투기 방법은 주식시장의 거래와 마찬가지로, 싸게 비트코인을 구매하여 보유하고 있다가, 값이 오르면 되파는 방식이다. 2009년 생긴 비트코인은 4년 10개월 만에 가격이 2만배 올랐다. 엄청난 고수익으로 "금 2.0"이라고 불리기도 했다. 그러나 그후 가격이 급락하여 1비트코인당 1,000달러를 넘던 시장 가격이 200달러대로 추락하는 등 고위험 투자 상품으로 분류되고 있다.

## 긍정적인 측면

### 검열 저항
푸틴과 시진핑은 미국만이 독주하는 일극 제체를 반대한다고 공동성명을 내기도 했다. 미국의 일극 체제는 군사 분야가 아닌 경제 분야에서는 미국 재무부가 은행의 지급 시스템에 압력을 가하고 영향을 행사하며 기업 경영에 개입한다고 이더리움의 창시자 비탈리크 부테린은 주장한다. 이런 방식으로 미국이 세계 경제를 통제하고 있는데, 비트코인은 이러한 미국의 일극 체제를 깰 수 있다. 즉, 미국에 저항하는 러시아, 중국, 북한 등의 많은 나라들이 미국 재무부의 검열을 피하기 위해 비트코인을 사용하게 될 것이다.
한국 정부는 비트코인의 역기능에 더 주목하여 강력한 규제를 하고 있지만, 역설적으로 북한에 대한 미국의 경제 제재를 회피하려 한다는 뉴스가 보도되고 있다. 북한 석탄 반입 참조. 부테린의 주장대로, 오프라인의 실물화폐는 미국 정부의 강력한 중앙 통제 때문에, 검열을 피하기 힘들다.

### 스위스 은행
역시 검열 저항과 비슷한데, 2008년 세계 금융 위기로 미국 정부는 스위스 은행의 비밀 자료를 강제로 받아내었다. 그리고 스위스 은행의 유명한 숫자 계좌와 같은 익명 계좌를 허용하는, 즉 스위스 은행을 미국에 설립해 세계 부자들의 검은 돈을 흡수하고 있다. 이에 스위스 정부는 비트코인으로 미국 정부의 비밀 자료 요구를 차단하려고 노력 중이다. 즉 비트코인은 21세기 스위스 은행 비밀 계좌의 역할이 기대된다. 스위스 은행은 17세기 프랑스왕 루이 14세가 개신교인 위그노 부자들을 탄압하면서, 역설적으로 위그노 부자들에게서 급하게 돈을 빌리기 위해 익명을 사용한 데서 시작되었다. 이러한 정부의 공식 정책과 모순된 비공식 정책을 하는 사례는, 역사상 많이 존재하며, 이 모순을 이용한 세계 정부들과 재벌들을 상대로 한 익명의 숫자 계좌라는 은행업 영업의 결실이 바로 스위스 은행이다. 즉, 스위스 은행을 2008년 미국이 강제로 개방하여 비밀주의를 무너뜨렸지만, 세계 최고 권위의 은행 비밀 계좌의 필요성은, 오늘날에도, 앞으로도 항상 존재한다. 스위스 은행이 미국 정부에 무력화되었기 때문에, 새로운 스위스 은행을 필요로 하고 있다. 비트코인은 2008년 스위스 은행이 미국 정부에 개방된 직후인 2009년 개발되었으며, 스위스 정부는 비트코인으로 미국 정부의 비밀 제공 요구를 근본적으로 저지하려고 한다. 스위스 은행은 스위스에서 영업하는 수십 개 은행을 모두 통칭해서 말하는 게 아니라, 1위 UBS와 2위 크레디트 스위스를 말하는 것이다. 이 두 은행이 세계 정부들과 재벌들의 비자금을 거의 다 유치하고 있다. 역사적으로 스위스는 정부와 재벌과 마피아의 검은 돈을 숨기는 조세피난처 1위의 국가다. 2위가 미국이다.

### 해외 송금
해외 송금 시에 많은 현지 은행, 중계 은행, 해외 은행 등 많은 수수료가 붙는다. 비트코인을 이용하여 송금을 할 때 적은 수수료로 해외 송금을 할 수 있다. 다른 코인에 비해서 비트코인은 시세가 비교적 안정적이기 때문에 직구를 할 때 비트코인으로 대신 결제하거나 해외 거주 중인 가족이나 지인에게 송금을 할 때 수수료 부담없이 돈을 보낼 수 있다.

## 부정적인 측면

### 해킹 문제
거래소에서 비트코인을 거래하는 고객이 해당 거래소 사이트를 해킹하여, 다른 고객들의 막대한 비트코인을 훔쳐간 사건이 발생했다. 비트코인은 암호 통화로서, 1장의 만원짜리 지폐가 아니라 1장의 암호 지폐로 되어 있고, 이 암호만을 상품권 쿠폰 번호 입력하는 식으로 사용한다. 따라서 익명성이 보장된 특징으로 인해, 해당 비트코인의 암호(쿠폰 번호)만 유출되면 그 비트코인을 누구나 사용할 수 있다. 해킹 절도범도 사용이 자유롭다. 익명성 때문에 역추적이 불가능하기 때문이다. 현재 거래소의 비트코인 계좌에서 다른 비트코인 계좌로 송금할 시 자동으로 출금되도록 한다면 거래소의 계정이 해킹당했을 때 무더기로 자산이 도둑맞는 현상이 벌어질 수 있어, 일부 거래소에서는 수동으로 비트코인 출금을 확인하고 있기도 하다. 따라서 거래소의 계정과 비밀번호를 개개인이 높은 수준으로 관리할 필요가 있어 보인다. 실제로 세계 최대 비트코인 거래소인 일본의 Mt.Gox는 2014년 2월에 4억5천만 달러 규모의 비트코인이 유출되어 파산보호 신청을 한 바 있다. (7월까지 850,000 비트코인 중 200,000을 되찾았다.)

### 암시장
비트코인은 기존 화폐와는 달리 익명성을 갖고 있어서, 인터넷 암시장에서 사용되고 있다. 인터넷 도박, 마약, 포르노 등 불법 거래에 정부 당국의 감시를 피해 거래가 가능하다. 실제 많은 사례가 보고되고 있다. 이란은 이란 핵개발로 미국이 금융 제재를 하자, 이란의 중견 신발 업체가 비트코인으로 대금 지급을 하여 미국의 감시망을 벗어났다.
예를 들어 도박, 마약, 포르노, 무기의 인터넷 구매가 범죄인 국가에서, 해당 쇼핑몰 사이트에 입금하는 방법은, 국내 은행을 통한 계좌이체, 국내 신용카드를 통한 지급이 보통인데, 이러한 지급 방식은 해당 나라의 재무부에서 모두 역추적이 가능하다. 그러나 비트코인을 이용할 경우, 최초의 거래소인 일본 Mt. Gox 또는 세계 최대인 중국 BTC China에 국내 은행을 통한 계좌 이체를 하면, 여기까지는 자금 추적이 가능한데, 그 이후에는 익명성 때문에, 어디서 비트코인을 얼마나 썼는지를 전혀 알 수 없다. 따라서, 도박 마약 사이트에서 지급을 했는지 안 했는지를 해당 나라 재무부 또는 수사기관이 일체 확인을 할 수가 없다.

### 돈 세탁
비트코인은 기존 화폐와는 달리 익명성을 갖고 있어서, 기업의 불법 비자금, 불법 정치 자금이나 마피아 등의 범죄 자금을 합법적으로 돈세탁하는 수단이 된다.
세계에는 정부 당국의 규제를 피해 숨어 있는 엄청난 규모의 불법 자금이 있기 때문에, 이 방대한 지하경제의 돈이 유입될 수 있어서, 비트코인 거래 규모가 매우 커질 수 있다.
뇌물 제공의 경우, 현재까지는 사과 상자에 현금을 담아서 배달하거나, 무기명 채권을 구매해 그 증서를 교부하는 방법으로 거래 흔적을 지웠으나, 비트코인으로 뇌물을 제공할 경우, 사과 상자 현금 제공과 동일한 효과가 있다. 익명성 때문에, 기본적으로는 주고 받은 기록이 남지 않는다. 따라서, 앞으로는 과거처럼 볼썽 사납게 트럭으로 상자를 옮기지 않고, 스마트폰으로 비트코인 지급을 통해, 매우 간단하게 소액부터 거액까지 뇌물이 자유롭게 전달될 가능성도 제기되고 있다.
다만 비트코인 자체의 전자 지갑 주소에 대한 익명성은 보장이 된다 하더라도 거래 내역은 기록되어 세계 네트워크에 공개되므로 주고 받은 거래 기록이 전혀 남아있지 않다고는 할 수 없다.
특히 비트코인을 직접 채굴해서 얻는 양이 극히 제한적이므로 비트코인을 통해서 뇌물을 주고 받는 정도에 필요한 액수는 분명 특정 비트코인 환전소나 거래소를 거쳐야 하고 해당 거래소에서는 개인에 대한 신상 정보를 확인하고 입출금을 처리해 주고 있기 때문에 뇌물을 공여하는 사람들의 입장에서 전혀 기록이 남지 않는다고 볼 수는 없어 비트코인이 함부로 뇌물 거래에 쓰인다고 단정짓기는 어렵다.
사과 상자에 담을 정도의 현금을 은행에서 인출하거나 거액의 이체를 은행에서 하면 우리나라는 모두 당국에 자동적으로 보고가 올라 가도록 되어 있고 금융 당국은 이러한 거액 거래자들의 움직임을 예의 주시하고 있다.
사과 상자에 돈을 담아 주거나 비트코인으로 돈을 보내 주거나 뇌물 공여 등의 불법적 블랙 머니 유통은 기본적으로 사회의 통제망에 의해 제한될 가능성이 충분히 있다.
기존 화폐나 비트코인 모두 건전한 좋은 면이 더 많지만 일부 악용될 소지가 있고, 실제로 그런 사례들도 있는 바 이런 문제는 사회적인 신뢰 강화와 금융 시스템, 정치적 법률 체계 등으로 보완해 가야 할 문제이다.

### 불법 채굴
아직까지 불법적인 방도로 투자한 시간 혹은 처리량에 비해 압도적으로 많은 비트코인을 생산한 사례는 없다고 한다. 다만 독일에서 두 명의 해커가 다수의 좀비 컴퓨터를 양산한 뒤 인증서 조작을 통하여 채굴을 시도하여 약 100만 달러에 달하는 비트코인을 채굴한 사례는 있다고 한다.

### 그래픽 카드 시장 혼란 조장
비트코인을 채굴하기 위해서는 컴퓨터가 사용되는데 이 중 그래픽 카드가 굉장히 중요하며 실제로 비트코인 채굴에 사용하는 그래픽 카드는 성능에 큰 문제가 발생하여 불량품으로 전락한다.
비트코인 채굴로 인해 그래픽 카드만 사재기를 하는 바람에 그래픽 카드 가격이 폭등하는 결과를 초래했으며 비트코인 채굴로 인해 심각하게 파손된 그래픽 카드에 포장만 새로 해서 신제품으로 위장해서 판매하는 악덕 업자들이 생겨나기도 했다. 결과적으로 비트코인 채굴로 인해 그래픽 카드를 구매하기 매우 어려워진 상황이 도래했으며 이로 인해 그래픽 카드 사기 판매가 기승을 부리고 있다.
정부에서 비트코인 채굴을 규제하기 시작하자 그제서야 폭등했던 그래픽 카드의 가격이 원상복구되기 시작했다.

### 거래소 사기
최근 소형 거래소가 고객들의 돈을 예치받고서 잠적해 버린 사건이 있었다. 거래소 서버와 사이트를 만든 운영자가, 고객의 비트코인을 모조리 가로채 잠적한 사건이다. 비트코인은 암호 통화여서 그 암호를 알아야 하는데, 사이트 운영자가 고객들의 비트코인 암호를 모조리 가로채어 돈을 가지고 잠적한 사건이다.
2014년 2월 비트코인 최대 거래소였던 일본의 마운트곡스는 약 85만 비트코인을 분실했으며 최대 28억 엔 상당의 이용자 예치금이 부족하다고 밝힌 이후 4월 일본 법원에 파산 신청을 했다. 일본 경시청은 마운트곡스에서 2만7,000개의 비트코인이 부정하게 인출된 것을 확인했다. 이 같은 부정 인출은 지난 2011년부터 2013년까지 여러 차례에 걸쳐 발생한 것으로 파악됐다.

## 정부 규제 및 세금
암호 화폐와 현물 화폐의 거래는 환전의 개념이 아니다. 그렇다고해서 가상 화폐가 현물로서 기능하지도 않는다. 때문에 재화의 거래도 아니다. 노래방에서 노래부르고 나올 때 돈 내는 것과 같은 서비스의 제공이다. 때문에 부가세가 발생한다. 그런데 부가세를 걷지 않고 있는 현 상황은 다른 선량한 세금 납부자에 대한 배신이다.

## 각 나라 동향

### 대한민국
2013년 10월 국회에 제출한 자료에 따르면, 한국은행은 비트코인에 대해 "비트코인을 지급 수단으로 사용 가능한 세계의 온 · 오프라인 매장 수는 800여 개에 불과하다"며 "한국엔 아예 매장이 없는 등 통용성이 매우 제한적"이라고 말했다. 2013년 4월 비트코인 온라인 거래소가 해킹을 당하며 가격이 이틀 새 80% 폭락한 사례를 들어 "불안정한 화폐 가치 등으로 인해 비트코인은 앞으로도 지급 수단으로 광범위하게 사용될 가능성은 거의 없다"고 진단했다. 하지만, "지급 수단의 다양화가 현금 통화에 미치는 영향 등에 대한 연구는 지속할 것"이라고 언급했다.
그러한 한국은행의 언급에도 불구하고, 국내 통화로 환전할 수 있는 비트코인 거래소인 코빗(Korbit), 코인플러그(Coinplug), 코인피아(COINPIA), 야피존(Yapizon), 빗썸(Bithumb)이 설립되는 등 대한민국 내에서도 다양한 관심을 받고 있다.
2013년 12월, 한국은행은 뒤이어 비트코인과 관련된 보고서를 내기로 밝혔다. 보고서는 비트코인이 기존 통화를 대체할 수 있는 지급·결제 수단으로 사용될 수 있을지에 대해서는 “가까운 미래에는 어렵다”고 결론 내린 것으로 전해졌다. 화폐가 교환의 매개로 쓰이려면 가치가 안정돼야 하는데 비트코인은 1비트코인당 500달러에서 한 달만에 1,200달러로 폭등하는 등 변동이 심하다는 게 이유다. 비트코인이 컴퓨터에 파일 형태로 보관돼 보안 문제가 있고, 외환 보유액이나 정치 후원금 용도 등 현재 예상되고 있는 사용 방안에 대해서도 부정적으로 판단한 것으로 알려졌다.
그럼에도 불구하고 비트코인이 국내에서도 그 영향력을 확대하고 있다. 2014년 11월 대기업 최초로 CJ E&M이 동영상 스트리밍 서비스 빙고에 비트코인 지급결제를 도입한 이후 배달앱과 인터넷 쇼핑몰 등이 속속 비트코인 지급결제를 도입하고 있다. 8만여 가맹점을 확보하고 있는 배달 서비스 전문 업체인 딜리버리서비스도 배달의 파이터 최고배달에 비트코인을 도입했다.

### 중국
비트코인은 중국인이 가장 많이 보유하고 있으며, 2위가 미국이다. 중국의 비트코인 거래소 BTC China는 설립된 지 2년 만에 세계 비트코인의 30%를 거래하며, 세계 최초의 비트코인 거래소인 일본 Mt. Gox의 거래량을 넘어서 1위 거래소가 되었다. 2,100만 비트코인, 약 25조 원 중에 1,200만 비트코인 15조 원이 발행되었는데, 62%인 744만 비트코인, 9조 원어치를 중국인이 소유하고 있다.
중국 중앙은행인 인민은행은 2013년 12월 5일 금융기관들이 비트코인의 유통이나 사용을 하지 말 것을 지시했다. 인민은행은 통지문을 통해 “비트코인은 진정한 의미를 지닌 ‘통화’가 아니기 때문에 법적인 지위를 가질 수 없다”며 “금융기관이나 금융회사가 비트코인에 가격을 매겨서는 안 되며 비트코인과 관련된 상품을 보증해서도 안 된다. 또한 가상 통화를 사거나 팔아서도 안 된다”고 밝혔다. 또한, 인민은행은 “대중들이 인터넷상에서 비트코인 거래에 참여하는 것은 자유이지만, 위험은 스스로 감당해야 할 것”이라고 밝혔다. 다만, 중국 정부는 개인 간 비트코인 거래 자체는 금지하지 않아 앞으로 비트코인에 대해 전면적인 규제를 할지는 확실하지 않다.
중국 디지털 화폐 거래소 비터(Bter)가 2015년 2월 비트코인 해킹으로 7,170 개(한화 약19억 원)의 비트코인을 도난당했다.

### 거주 국가에서의 법적 문제
비트코인은 법 집행 기관이나 세무 당국, 규제 당국으로부터 상당히 주목 받고 있다. 이들이 가장 관심을 갖고 있는 분야는 암호 화폐가 기존의 제도 틀에 어떻게 적용될 수 있는가 하는 것이다. 비트코인 거래가 얼마나 합법적인가는 결국 본인이 누구이며 어디에 거주하고 있으며, 비트코인으로 뭘 하고자 하는가 등에 달려 있다고 할 수 있다. 한 마디로, 대부분의 나라에서 그러한 질문에 대한 대답은 매우 간단하다. 즉 비트코인을 불법적인 물품 구입에 사용하지 않는 한 불법으로 간주되지 않는다는 것이다.
비트코인이 등장한 지도 꽤 됐기 때문에 각국 정부 대부분이 그 합법성 여부를 결정할 시간은 충분했다. 2017년 9월 현재 BTC가 불법인 국가는 베트남, 아이슬란드, 볼리비아, 에콰도르, 키르기스스탄, 방글라데시 뿐이다. 어떤 나라들은 이에 대한 공식 입장을 아직 밝히지 않고 있으며, 태국과 러시아는 초기에 모든 디지털 화폐를 불법으로 규정했다가 나중에는 이를 철회했다. 최근에 러시아 당국에서는 불법 거래를 방지하기 위해 비트코인과 다른 모든 디지털 화폐를 공식적으로 인정해주자는 안도 검토되고 있다 (vedomosti)

## 행사
2014년 12월 12일에서 13일 이틀간 일산 킨텍스에서 세계 최대의 비트코인 행사인 '인사이드 비트코인 한국대회(Inside Bitcoins in Korea)'가 개최되었다. 미국 멕클러미디어 회사와 킨텍스가 공동 주관한 이 행사에는 국내외 비트코인 거래소 및 관련 서비스, 지급결제, 금융, 클라우드 플랫폼, 보안솔루션 업체 등 약 30여 개 회사가 참여하였다. 일반인들은 이 행사에서 직접 비트코인으로 간단한 식음료, 도시락 등을 구입해 볼 수 있는 체험 기회를 가졌다.
이날 컨퍼런스에 참가한 코인플러그는 비트코인 현금 인출기와 자판기를 선보였다. 현금 인출기는 스마트폰에 있는 비트코인 지갑에서 QR코드를 스캔해 입출금을 할 수 있는 기기다. 비트 심볼은 실제 동전 모양의 비트코인을 선보였다. 비트코인이 암호 화폐이기 때문에 사람들에게 인식시키기 어렵다는 점에 착안해 내놓은 상품이다.

## 작품
- 더 라이즈 앤 라이즈 오브 비트코인 - 미국의 다큐멘터리 영화.
- 비트코인을 잡아라 - 베트남의 액션 영화.
- 비트코인 - 암호 화폐에 베팅하라 - 미국의 다큐멘터리 영화.
- NEW 사랑과 전쟁 - 대한민국의 웹드라마.

## 연도별 비트코인 최고가(USD 기준)
- 2010년 : 0.5
- 2011년 : 31.9
- 2012년 : 15.4
- 2013년 : 1,241.9
- 2014년 : 1,093.4
- 2015년 : 492.8
- 2016년 : 982.6
- 2017년 : 19,870.6
- 2018년 : 17,252.8
- 2019년 : 13,929.8
- 2020년 : 19,831.2
- 2021년 : 69,000
- 2022년 : 48,234
- 2024년 : 100,821

## 같이 보기
- 암호화폐
- 암호화폐 거래소
- 초기 코인 제공(ICO)
- 이더리움(Ethereum)
- 전자화폐
- 2020년 비트코인 열풍